# Mecysmauchenius chacamo
Mecysmauchenius chacamo är en spindelart som beskrevs av Forster och Norman I. Platnick 1984. Mecysmauchenius chacamo ingår i släktet Mecysmauchenius och familjen Mecysmaucheniidae. Inga underarter finns listade i Catalogue of Life.